# The Way I Am (Eminem)
The Way I Am è un singolo del rapper statunitense Eminem, pubblicato il 7 settembre 2000 come secondo singolo estratto dal suo terzo album in studio The Marshall Mathers LP.
Eminem ha anche cantato The Way I Am dal vivo con la partecipazione straordinaria di Marilyn Manson sul ritornello (il cantante metal è citato nella stessa canzone del rapper). Nella Limited Edition di The Marshall Mathers LP è presente questa performance remixata da Danny Lohner.
The Way I Am fa anche parte della raccolta Curtain Call: The Hits (2005).
Il 28 febbraio 2018, la RIAA lo certifica singolo di platino per il milione di unità commercializzate nel mercato statunitense.

## Descrizione
È uno dei brani più cupi ed introspettivi del rapper. Presenta uno dei suoi primi beat, con un giro di basso su note gravi, un loop di pianoforte e suoni di campana.
In The Way I Am sono attaccati tutti quelli che, a detta del rapper, lo criticano eccessivamente sul piano artistico e su quello personale. Così sono presi di mira i suoi fan e la casa discografica per cui incide, non soddisfatta dei risultati di "My Name Is" e i produttori esecutivi che si aspettavano che fosse in testa alle classifiche con il suo singolo "My Name Is". La canzone presenta il flow tipico di Eminem, con toni aggressivi e parole spesso urlate. La canzone è scritta nella tonalità di La minore.

## Il testo
Il rapper inizia a spiegare le fonti della sua musica.
"I sit back with this pack of Zig Zags and this bag
of this weed it gives me the shit needed to be
the most meanest MC on this -- on this Earth
And since birth I've been cursed with this curse to just curse
And just blurt this berserk and bizarre shit that works
And it sells and it helps in itself to relieve
all this tension dispensin these sentences
Gettin this stress that's been eatin me recently off of this chest"''
Il resto del verso si rivolge soprattutto ai fan. Eminem non si scusa per il suo comportamento, e pretende di riavere un po' della propria privacy: "I'm not Mr. 'N Sync, I'm not what your friends think/I'm not Mr. Friendly, I can be a prick". Egli minaccia la violenza contro coloro che lo offendono e non lo lasciano in pace, ferendo così i fan con "file you a lawsuit/I'll smile in the courtroom and buy you a wardrobe".
Nel verso successivo si scaglia contro i critici, e si arrabbia del fatto che "i media puntano il dito subito contro di lui quando un ragazzo viene sbeffeggiato e risponde sparando nella sua scuola" (altro riferimento al Massacro della Columbine High School). Inoltre compatisce Marilyn Manson, che ha ricevuto accuse simili di istigazione alla violenza. Eminem risponde chiedendo "dove fossero i genitori in quel momento?"; poi accusa la classe media di ignorare problemi come l'abuso di eroina, finché non dice  "Middle America, now it's a tragedy/Now it's so sad to see, an upper class city/havin this happenin". Accuse simili sono state fatte sulla scia delle sparatorie nella Columbine High School e in altre scuole, nelle quali una violenza così evidente si è protratta per decenni, soprattutto in quelle dei quartieri degradati frequentate da ragazzi afro-americani figli di operai, ma il problema è stato ignorato dai media nazionali fino a che un bambino bianco di classe media e "borghese" ha iniziato ad uccidere altri bambini bianchi di classe media e "borghesi".
Nel verso finale Eminem inveisce contro lo stress causatogli dalla sua notorietà, e la sua insicurezza di essere incapace di superare My Name Is, la prima hit di Eminem proveniente dal suo precedente e più etichettato album. Con molta scrupolosità dovuta al suo background razziale, Eminem si scaglia contro coloro che non avevano intenzione di credere ai suoi racconti sulla povertà, droghe e violenza, e che gli chiedevano insistentemente "what school did I go to, what hood I grew up in/the why, the who what when, the where, and the how/'til I'm grabbin my hair and I'm tearin it out".
Nel ritornello del brano, Eminem dubita della sua identità di fronte alla imponente quantità di attenzioni rivoltegli da milioni di sconosciuti. Mentre il suo album precedente, The Slim Shady LP, era in qualche modo più scherzoso di quest'album e lì rappava come un personaggio diverso (Slim Shady), i suoi critici hanno ritenuto che Eminem, Marshall Mathers e Slim Shady erano identici. Similmente ad altri musicisti e artisti che hanno perso la loro identità in una forma inventata (come David Bowie e Alice Cooper), Eminem esprime i suoi dubbi riguardo a chi è diventato.
"And I am, whatever you say I am
If I wasn't, then why would I say I am?
In the paper, the news everyday I am-
Radio won't even play my jam
Cause I am, whatever you say I am
If I wasn't, then why would I say I am?
In the paper, the news everyday I am...
I don't know it's just the way I am"
Il ritornello è simile ad una rima usata dal rapper Rakim nella canzone "As The Rhyme Goes On".
I'm the R the A to the K-I-M
If I wasn't, then why would I say I am?
In alcune performance live della canzone Eminem campiona What I Am di Edie Brickell and New Bohemians. Prova di ciò sta nel suo "Anger Management Tour DVD".

## Video musicale
Il video musicale inizia con un breve assolo del ritornello di un'altra canzone dell'album intitolata Kim, e quando la canzone parte si può ascoltare la voce di Steve Berman in uno skit (intermezzo) dell'album. Marilyn Manson fa un breve cameo alle spalle di Eminem. Inoltre il ragazzino che chiede la foto a Eminem nel bagno pubblico è il suo fratellastro, Nathan. Il video musicale di The Way I Am è stato piazzato alla posizione 19 nella classifica "Best Music Video of 2000's" di Complex Magazine.

## Curiosità
- The Way I Am è anche il nome dell'autobiografia di Eminem.
- The Way I Am è la prima canzone prodotta interamente da Eminem senza il consueto aiuto di Dr. Dre.
- A detta di Eminem, The Way I Am è la canzone in cui è riuscito a far capire meglio le sue intenzioni.